# Beurheu
Un beurheu désigne, en français local de Lorraine voire en lorrain roman, un petit champ clos d'un mur en pierre sèche ou d'une haie.
L'enclos qui permet le passage du bétail, et parfois son contrôle ou "comptage", était plus impressionnant dans les pays pierreux, notamment dans les Vosges granitiques.
Ce terme ancien, en partie oublié depuis les évolutions agricoles des deux derniers siècles, provient du dialecte sud-lorrain ou vosgien. 
Les beurheux désignent aussi, dans une acception plus récente, des terrains communaux défrichés par des particuliers, amassant les pierres aux périphéries des parcelles.

## Beurheux des pays granitiques
Les beurheux forment des amoncellements de pierres et de blocs de granit, délimitant les anciennes parcelles ou propriétés. Ces enclos juxtaposés étaient avant le XVIIe siècle des champs en culture.
Leur rôle premier était de protéger les cultures, voire le bétail quelque temps s'il ne pouvait sortir du beurheu. En période de "vaine pâture", les beurheux devaient être en principe ouverts, mais il y avait maintes dérogations particulières selon les communautés.
Des beurheux sont visibles dans des plantations forestières ou dans la forêt communale ou domaniale de Ban-sur-Meurthe-Clefcy (département des Vosges, n°88 depuis Paris), attestant le recul des cultures après la guerre de Trente Ans (1618-1648).
La dégradation des beurheux est parfois très rapide.

## Toponymie
Les beurheux ont donné naissance à des noms propres de lieux. Un beurheu peut se nommer, selon les lieux, briheu, breux, berhé, beuré au masculin voire au féminin beurée ou burée. Ils sont aussi nommés "champs enclos" ou "enclos". Les diminutifs sont aussi très communs : beurleux, brûlés... Ils peuvent aussi être à rapprocher des bories d'autres régions "romanes", "occitanophones" voire francophones.
La Beurée est un petit terroir de beurheu(x) sur le versant solaire de la vallée de Fraize. L'historien local Victor Lalevée, pensait que cette bûrâïe (autre variante de "patois" local), servait autrefois au pacage et au comptage des moutons, en proposant comme racine du terme le mot latin beura (bélier).
Le chanoine Hingre, qui explique ce terme ancien dans son patois de la Bresse, propose de façon plus plausible d'assimiler la racine beure de beurheû à une barre ou à un muret. Un (petit champ) beurheu serait un champ "barré, défendu". Mais il propose aussi une racine en brihi, "terre ameublie", car il signale le choix des terres argileuses fines et ameublies, après expulsion des pierres et cailloux par le patient labeur à mains nues des hommes.
Le mot doit pourtant être assimilé à l'objectif que recherchent les patients constructeurs de beurheux, petits champs enclos et protégés pour leurs modestes cultures, soit brogillum en latin médiéval, venant d'un diminutif du gaulois broga(e) au sens de "champ, terre". Les mots d'ancien français bruel, brueil, bruoil, qui désigne(nt) un bois taillis, une forêt ou une foule dense, lui sont apparentés. Serait-ce la haie épaisse, ou la succession de haies infranchissables, qui aurait engendré la représentation d'une forêt dense ? Il est aussi certain que les petits champs gallo-romains et médiévaux étaient parfois complantés d'arbres fruitiers : c'étaient à la fois des champs de céréales et des vergers. 
Il faut noter que les toponymes Breux ou Breuil, par l'effet d'une précoce influence médiévale "oïlanophone" voire "française", semblent désigner en plaine lorraine des espaces champêtres ou des jardins agréablement arborés, parfois des vergers ou des réserves boisées, véritable parcs à gibier.

## Exemples en toponymie vosgienne
Les Berheux désigne une maison isolée de la Bresse (vosgienne). En 1836 le cadastre bressaud (section D) la décrit sous la forme explicite desBeurheux. Les Breheux nomment aussi un écart de cette vaste commune, ainsi qu'une habitation d'Herpelmont.
Berheux est un ancien écart de Clefcy. 
Le Breheuil est une ferme-cens de Mandray : elle se nommait Le Breheu au XVIIIe siècle, avant de devenir la cense du Breheuil en 1887. 
Dans le sud vosgien le toponymiste retrouve fréquemment Briseux ou Les Briseux, parfois Briseu. Ainsi à Ferdrupt, Rupt-sur-Moselle, au Syndicat ou au Thillot, etc.
Les "diminutifs" sont encore plus communs : Les Berleux désignent un écart de Xonrupt-Longemer. Les Beurleux désignent un canton forestier surplombant le hameau du Vic à Ban-sur-Meurthe-Clefcy...
La Brûlée est un écart de La Croix-aux-Mines. Les Brûlé(e)s se retrouvent à Plainfaing, Saint-Dié-des-Vosges, La Petite Fosse...
Les Vosges méridionales se distinguent par un conservatisme de la dernière syllabe : Les Breuleux désignent un lieu du cadastre de Saint-Etienne-lès-Remiremont. Brûleux existe à Basse-sur-le-Rupt, Le Bruleux à Saint-Maurice-sur-Moselle, Ventron ; voire Les Bruleux à Vagney, à Gerbamont, au Syndicat...
L'habitation nommée Le Bruleux (en 1910 à Boulay) montre l'évolution scripturale ou les hésitations phonétiques sur ce micro-toponyme : Le Breuleux en 1821, Breheux en 1857, voire Brilleux vers 1870. 